# Outfitters Nation
Outfitters Nation er et dansk tøjmærke, der sælger tøj af samme navn. Mærket henvender sig hovedsageligt til teenagere af begge køn. Outfitters Nation produceres af den jyske tøjkoncern Bestseller.
Mærket Outfitters Nation blev intoduceret af Bestseller i 2007.